# Bishop Auckland Castle
Bishop Auckland Castle är ett slott i Storbritannien.   Det ligger i kommunen Durham i riksdelen England, i den centrala delen av landet, 400 km norr om huvudstaden London. Bishop Auckland Castle ligger 95 meter över havet.
Terrängen runt Bishop Auckland Castle är huvudsakligen platt, men norrut är den kuperad. Runt Bishop Auckland Castle är det tätbefolkat, med 257 invånare per kvadratkilometer. Närmaste större samhälle är Darlington, 17,7 km söder om Bishop Auckland Castle. Trakten runt Bishop Auckland Castle består i huvudsak av gräsmarker.